# Rajon Welyka Pyssariwka
Der Rajon Welyka Pyssariwka (ukrainisch Великописарівський район/Welykopyssariwskyj rajon; russisch Великописаревский район/Welikopissarewski rajon) war eine 1923 gegründete Verwaltungseinheit innerhalb der Oblast Sumy im Osten der Ukraine.
Der Rajon hatte eine Fläche von 831 km² und eine Bevölkerung von etwa 20.000 Einwohnern, der Verwaltungssitz befand sich in der namensgebenden Siedlung städtischen Typs Welyka Pyssariwka.
Am 17. Juli 2020 kam es im Zuge einer großen Rajonsreform zum Anschluss des Rajonsgebietes an den Rajon Ochtyrka.

## Geographie
Der Rajon lag im Südosten der Oblast Sumy und war die flächenmäßig kleinste Verwaltungseinheit der Oblast. Er grenzte im Norden an den Rajon Krasnopillja, im Nordosten an Russland (Oblast Belgorod, Rajon Graiworon), im Osten auf einem kurzen Stück an den Rajon Solotschiw (in der Oblast Charkiw), im Süden an den Rajon Bohoduchiw (Oblast Charkiw), im Südwesten an den Rajon Krasnokutsk (Oblast Charkiw), im Westen an den Rajon Ochtyrka sowie im Nordwesten an den Rajon Trostjanez.

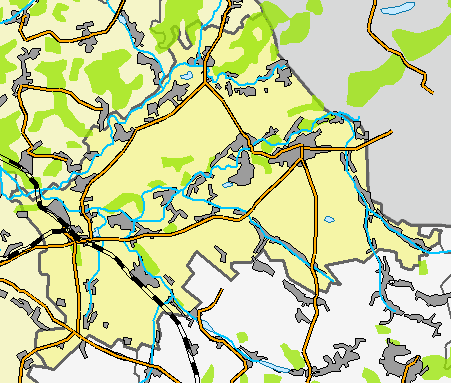
Übersichtskarte des Rajons

Durch das ehemalige Rajonsgebiet fließen die Worskla sowie der Worsklyzja (Ворсклиця), dabei ergeben sich Höhenlagen zwischen 50 und 200 Metern.

## Administrative Gliederung
Auf kommunaler Ebene war der Rajon in zwei Siedlungsratsgemeinden sowie 14 Landratsgemeinden unterteilt, denen jeweils einzelne Ortschaften untergeordnet waren.
Zum Verwaltungsgebiet gehörten:
- 2 Siedlungen städtischen Typs
- 38 Dörfer

### Siedlungen städtischen Typs
| Siedlungen städtischen Typs | Siedlungen städtischen Typs | Siedlungen städtischen Typs             |
| Name                        | Name                        | Name                                    |
| ukrainisch transkribiert    | ukrainisch                  | russisch                                |
| --------------------------- | --------------------------- | --------------------------------------- |
| Kyrykiwka                   | Кириківка                   | Кириковка (Kirikowka)                   |
| Welyka Pyssariwka           | Велика Писарівка            | Великая Писаревка (Welikaja Pissarewka) |

### Dörfer
| Dörfer                              | Dörfer                    | Dörfer                                             | Dörfer            |
| Name                                | Name                      | Name                                               | Gemeindezuordnung |
| ukrainisch transkribiert            | ukrainisch                | russisch                                           | Gemeindezuordnung |
| ----------------------------------- | ------------------------- | -------------------------------------------------- | ----------------- |
| Beresiwka                           | Березівка                 | Березовка (Beresowka)                              | Katanske          |
| Bratenyzja                          | Братениця                 | Братеница (Brateniza)                              | Dmytriwka         |
| Dobrjanske                          | Добрянське                | Добрянское (Dobrjanskoje)                          | Dmytriwka         |
| Druschba                            | Дружба                    | Дружба                                             | Wilne             |
| Dmytriwka                           | Дмитрівка                 | Дмитровка (Dmitrowka)                              | Dmytriwka         |
| Iwaniwka                            | Іванівка                  | Ивановка (Iwanowka)                                | Iwaniwka          |
| Jablutschne                         | Яблучне                   | Яблочное (Jablotschnoje)                           | Jablutschne       |
| Jamne                               | Ямне                      | Ямное (Jamnoje)                                    | Jamne             |
| Jisdezke                            | Їздецьке                  | Ездецкое (Jesdezkoje)                              | Wilne             |
| Katanske                            | Катанське                 | Катанское (Katanskoje)                             | Katanske          |
| Kateryniwka                         | Катеринівка               | Катериновка (Katerinowka)                          | Rjabyna           |
| Kopijky                             | Копійки                   | Копейки (Kopeiki)                                  | Jamne             |
| Kramtschanka                        | Крамчанка                 | Крамчанка                                          | Soldatske         |
| Luhiwka                             | Лугівка                   | Луговка (Lugowka)                                  | Popiwka           |
| Lukaschiwka                         | Лукашівка                 | Лукашовка (Lukaschowka)                            | Dmytriwka         |
| Majske                              | Майське                   | Майское (Maiskoje)                                 | Jablutschne       |
| Marakutschka (bis 2016 Petriwske)   | Маракучка (Петрівське)    | Маракучка/Петровское (Petrowskoje)                 | Kyrykiwka         |
| Myrne (bis 2016 Komsomolez)         | Мирне (Комсомолець)       | Мирное (Mirnoje)/Комсомолец                        | Wyschtschewessele |
| Oleksandriwka                       | Олександрівка             | Александровка (Alexandrowka)                       | Dmytriwka         |
| Ponomarenky (bis 2016 Radjanske)    | Пономаренки (Радянське)   | Пономаренки (Ponomarenki)/Радянское (Radjanskoje)  | Welyka Pyssariwka |
| Popiwka                             | Попівка                   | Поповка (Popowka)                                  | Popiwka           |
| Poschnja                            | Пожня                     | Пожня                                              | Poschnja          |
| Ridne (bis 2016 Worowske)           | Рідне (Воровське)         | Родное (Rodnoje)/Воровское (Worowskoje)            | Wyschtschewessele |
| Rjabyna                             | Рябина                    | Рябина (Rjabina)                                   | Rjabyna           |
| Rossoschi                           | Розсоші                   | Россоши (Rossoschi)                                | Rossoschi         |
| Schewtschenkowe                     | Шевченкове                | Шевченково (Schewtschenkowo)                       | Dmytriwka         |
| Schurowe                            | Шурове                    | Шурово (Schurowo)                                  | Wilne             |
| Schyrokyj Bereh                     | Широкий Берег             | Широкий Берег (Schiroki Bereg)                     | Wilne             |
| Soldatske                           | Солдатське                | Солдатское (Soldatskoje)                           | Soldatske         |
| Spirne                              | Спірне                    | Спорное (Spornoje)                                 | Jamne             |
| Stanytschne                         | Станичне                  | Станичное (Stanitschnoje)                          | Wilne             |
| Strilezka Puschkarka                | Стрілецька Пушкарка       | Стрелецкая Пушкарка (Strelezkaja Puschkarka)       | Popiwka           |
| Sydorowa Jaruha                     | Сидорова Яруга            | Сидорова Яруга (Sidorowa Jaruga)                   | Dmytriwka         |
| Tarassiwka                          | Тарасівка                 | Тарасовка (Tarassowka)                             | Tarassiwka        |
| Wassyliwka (bis 2016 Wolodymyriwka) | Василівка (Володимирівка) | Василевка (Wassilewka)/Владимировка (Wladimirowka) | Wyschtschewessele |
| Wessele                             | Веселе                    | Весёлое (Wessjoloje)                               | Jablutschne       |
| Wilne                               | Вільне                    | Вольное (Wolnoje)                                  | Wilne             |
| Wyschtschewessele                   | Вищевеселе                | Высшевесёлое (Wysschewessjoloje)                   | Wyschtschewessele |